# Dig Out Your Soul Tour
Dig Out Your Soul Tour – ósma trasa koncertowa grupy muzycznej Oasis. W jej trakcie odbyło się 115 koncertów.

## Chronologiczna lista koncertów
1. 26 sierpnia 2008 – Seattle, Waszyngton, USA – WaMu Theatre
2. 27 sierpnia 2008 – Vancouver, Kanada – General Motors Place
3. 29 sierpnia 2008 – Edmonton, Kanada – Rexall Place
4. 30 sierpnia 2008 – Calgary, Kanada – Pengrowth Saddledome
5. 1 września 2008 – Winnipeg, Kanada – MTS Centre
6. 4 września 2008 – Ottawa, Kanada – Scotiabank Place
7. 5 września 2008 – Montreal, Kanada – Bell Centre
8. 7 września 2008 – Toronto, Kanada – Virgin Festival
9. 7 października 2008 – Liverpool, Anglia – Liverpool Echo Arena
10. 8 października 2008 – Liverpool, Anglia – Liverpool Echo Arena
11. 10 października 2008 – Sheffield, Anglia – Sheffield Arena
12. 11 października 2008 – Sheffield, Anglia – Sheffield Arena
13. 13 października 2008 – Birmingham, Anglia – National Indoor Arena
14. 14 października 2008 – Birmingham, Anglia – National Indoor Arena
15. 16 października 2008 – Londyn, Anglia – Wembley Arena
16. 17 października 2008 – Londyn, Anglia – Wembley Arena
17. 20 października 2008 – Bournemouth, Anglia – Bournemouth Indoor Arena
18. 21 października 2008 – Bournemouth, Anglia – Bournemouth Indoor Arena
19. 23 października 2008 – Cardiff, Walia – Cardiff International Arena
20. 24 października 2008 – Cardiff, Walia – Cardiff International Arena
21. 26 października 2008 – Londyn, Anglia – Rondhouse
22. 29 października 2008 – Belfast, Irlandia – Odyssey
23. 30 października 2008 – Belfast, Irlandia – Odyssey
24. 1 listopada 2008 – Aberdeen, Szkocja – AECC
25. 2 listopada 2008 – Aberdeen, Szkocja – AECC
26. 4 listopada 2008 – Glasgow, Szkocja – SECC
27. 5 listopada 2008 – Glasgow, Szkocja – SECC
28. 7 listopada 2008 – Kolonia, Niemcy – Gloria Theatre
29. 8 listopada 2008 – Kopenhaga, Dania – Falkoner Theatre
30. 10 listopada 2008 – Paryż, Francja – Bataclan
31. 28 listopada 2008 – Guadalajara, Meksyk – Arena VGF
32. 29 listopada 2008 – Monterrey, Meksyk – Monterrey Arena
33. 3 grudnia 2008 – Oakland, Kalifornia, USA – Oracle Arena
34. 4 grudnia 2008 – Los Angeles, Kalifornia, USA – Staples Center
35. 6 grudnia 2008 – Paradise, Nevada, USA – The Pearl Concert Theater
36. 8 grudnia 2008 – Broomfield, Kolorado, USA – Broomfield Event Center
37. 10 grudnia 2008 – Minneapolis, Minnesota, USA – Target Center
38. 12 grudnia 2008 – Rosemont, Illinois, USA – Allstate Arena
39. 13 grudnia 2008 – Auburn Hills, Michigan, USA – The Palace of Auburn Hills
40. 15 grudnia 2008 – London, Kanada – John Labatt Centre
41. 17 grudnia 2008 – Nowy Jork – Madison Square Garden
42. 19 grudnia 2008 – Camden, New Jersey, USA – Susquehanna Bank Center
43. 20 grudnia 2008 – Fairfax, Wirginia, USA – Patriot Center
44. 12 stycznia 2009 – Nantes, Francja – Zenith
45. 13 stycznia 2009 – Bruksela, Belgia – Forest National
46. 15 stycznia 2009 – Drezno, Niemcy – Messehalle
47. 16 stycznia 2009 – Hamburg, Niemcy – Alsterdorfer Sporthalle
48. 18 stycznia 2009 – Berlin, Niemcy – Arena Berlin
49. 21 stycznia 2009 – Amsterdam, Holandia – Heineken Music Hall
50. 22 stycznia 2009 – Amsterdam, Holandia – Heineken Music Hall
51. 24 stycznia 2009 – Kopenhaga, Dania – Forum Copenhagen
52. 25 stycznia 2009 – Göteborg, Szwecja – Scandinavium
53. 27 stycznia 2009 – Oslo, Norwegia – Oslo Spektrum
54. 28 stycznia 2009 – Sztokholm, Szwecja – Ericsson Globe
55. 30 stycznia 2009 – Lille, Francja – Zenith
56. 31 stycznia 2009 – Bordeaux, Francja – Medoquine
57. 2 lutego 2009 – Mediolan, Włochy – Datchforum
58. 4 lutego 2009 – Düsseldorf, Niemcy – Phillips Halle
59. 12 lutego 2009 – Madryt, Hiszpania – Palacio de Deportes de la Communidad de Madrid
60. 13 lutego 2009 – Barcelona, Hiszpania – Pavello Olimpic de Barcelona
61. 15 lutego 2009 – Lizbona, Portugalia – Pavilhão Atlântico
62. 17 lutego 2009 – Toulouse, Francja – Zenith
63. 18 lutego 2009 – Marsylia, Francja – Dome
64. 20 lutego 2009 – Rzym, Włochy – PalaLottomatica
65. 21 lutego 2009 – Treviso, Włochy – Palaverde
66. 23 lutego 2009 – Bolzano, Włochy – PalaOnda
67. 24 lutego 2009 – Florencja, Włochy – Nelson Mandela Forum
68. 26 lutego 2009 – Wiedeń, Austria – Wiener Stadthalle
69. 27 lutego 2009 – Monachium, Niemcy – Zenith
70. 1 marca 2009 – Zurych, Szwajcaria – Hallenstadion
71. 3 marca 2009 –  Paryż, Francja – Palais Omnisports de Paris-Bercy
72. 18 marca 2009 – Nagoja, Japonia – Nihon Gaishi Hall
73. 20 marca 2009 – Tokio, Japonia – Makuhari Messe
74. 22 marca 2009 – Sapporo, Japonia – Makonamai Ice Arena
75. 24 marca 2009 – Osaka, Japonia – Intex Osaka
76. 25 marca 2009 – Osaka, Japonia – Intex Osaka
77. 28 marca 2009 – Tokio, Japonia – Makuhari Messe
78. 29 marca 2009 – Tokio, Japonia – Makuhari Messe
79. 1 kwietnia 2009 – Seul, Korea Południowa – Olympic Gymnastics Arena
80. 3 kwietnia 2009 – Tajpej, Tajwan – Nangang Exhibition Hall
81. 5 kwietnia 2009 – Singapur, Singapoore Indoor Stadium
82. 7 kwietnia 2009 – Hongkong, Asia World Arena
83. 10 kwietnia 2009 – Johannesburg, Afryka Południowa – Riversands Farm
84. 13 kwietnia 2009 – Kapsztad, Afryka Południowa – Lourensford Wine Estate
85. 28 kwietnia 2009 – Caracas, Wenezuela – Campo de Futbol USB
86. 30 kwietnia 2009 – Lima, Peru – Estadio Nacional
87. 3 maja 2009 – Buenos Aires, Argentyna – Estadio Monumental
88. 5 maja 2009 – Santiago, Chile – Movistar Arena
89. 7 maja 2009 – Rio de Janeiro, Brazylia – Citibank Hall
90. 9 maja 2009 – São Paulo, Brazylia – Anhembi Convention Center
91. 10 maja 2009 – Kurytyba, Brazylia – Expotrade Arena
92. 12 maja 2009 – Porto Alegre, Brazylia – Gigantinho
93. 4 czerwca 2009 – Manchester, Anglia – Heaton Park
94. 6 czerwca 2009 – Manchester, Anglia – Heaton Park
95. 7 czerwca 2009 – Manchester, Anglia – Heaton Park
96. 10 czerwca 2009 – Sunderland, Anglia – Stadium of Light
97. 12 czerwca 2009 – Cardiff, Walia – Millennium Stadium
98. 14 czerwca 2009 – Vienne, Francja – Théâtre Antique de Vienne
99. 17 czerwca 2009 – Edynburg, Szkocja – Murrayfield Stadium
100. 20 czerwca 2009 – County Meath, Irlandia – Slane Castle
101. 2 lipca 2009 – Werchter, Belgia – Werchter Festival Grounds
102. 3 lipca 2009 – Roskilde, Dania – Roskilde Festival Grounds
103. 7 lipca 2009 – Coventry, Anglia – Ricoh Arena
104. 9 lipca 2009 – Londyn, Anglia – Wembley Stadium
105. 10 lipca 2009 – Londyn, Anglia – Wembley Stadium
106. 12 lipca 2009 – Londyn, Anglia – Wembley Stadium
107. 14 lipca 2009 – Bodelva, Anglia – Eden Project
108. 16 lipca 2009 – Benicàssim, Hiszpania – Benicássim Festival Grounds
109. 18 lipca 2009 – Berno, Szwajcaria – The Gurten
110. 19 lipca 2009 – Gräfenhainichen, Niemcy – Ferropolis
111. 21 lipca 2009 – Londyn, Anglia – The Roundhouse
112. 24 lipca 2009 – Naeba, Japonia – Naeba Ski Resort
113. 26 lipca 2009 – Icheon, Korea Południowa – Jisan Valley Ski Resort
114. 20 sierpnia 2009 – Bridlington, Anglia – The Spa
115. 22 sierpnia 2009 – Weston, Anglia – Weston Park